# Alexandre d'Oreye
Lambert-Alexandre-Joseph d’Oreye (Luik 16 april 1798 - 13 juni 1886), was lid van het Belgisch Nationaal Congres en magistraat.

## Levensloop
D'Oreye was de zoon van architect Nicolas d'Oreye en Marie-Thérèse Collette.
Na zijn diploma in de rechten te hebben behaald, begon de jonge d'Oreye, na eerst een paar jaar advocaat te zijn geweest, aan een loopbaan in de magistratuur. Hij werd substituut, procureur, advocaat-generaal en na twintig jaar parket werd hij raadsheer aan het hof van beroep. Hij voltooide zijn loopbaan als eerste voorzitter van het Luikse hof van beroep.
Tot plaatsvervangend lid van het Nationaal Congres verkozen, deed d'Oreye zijn intrede pas op 14 april 1831, samen met twee andere Luikenaars, Fabry en Henri Dewandre. Ze moesten de drie ontslagnemende congresleden uit dit arrondissement, Mathieu Leclercq, Jean-Baptiste d'Omalius-Thierry en Joseph-Louis de Waha vervangen. Het arrondissement kende heel wat verloop onder zijn Congresleden. In de korte tijd van zijn lidmaatschap, stemde d'Oreye voor de kandidatuur van Leopold van Saksen Coburg maar tegen de aanvaarding van het Verdrag der XVIII artikelen.
Na deze korte episode, keerde d'Oreye naar het Justitiepaleis terug en, als dienstdoende procureur-generaal, ter vervanging van Jean Raikem, zette zich aan het hervormen van de rechterlijke administratie. Hij was toen pas 34, maar dit belette niet dat hij de plechtige openingsrede van het rechterlijk jaar uitsprak. Hij had als thema gekozen: de voordelen van de onafzetbaarheid van de magistraten. 
D'Oreye, die diepe godsdienstige gevoelens koesterde, woonde in Bois-d'Avroy waar hij een reputatie van grote mildheid had tegenover de armen. Omringd door zijn talrijk gezin is hij op 88-jarige leeftijd overleden.

## Publicaties
- Dissertatio inauguralis juridica de his qui civitatem amittunt et de morte civili, Luik, december 1818.
- Du pouvoir judiciaire en Belgique, discours de rentrée 15 octobre 1832.